# Convocazioni all'European Golden League femminile 2022
Elenco delle giocatrici convocate per l'European Golden League 2022.

## Bosnia ed Erzegovina
| N° | Nome               | Ruolo | Data di nascita  | Squadra         |
| -- | ------------------ | ----- | ---------------- | --------------- |
| -  | Stevan Ljubičić    | All   | 29 agosto 1980   | Alba-Blaj       |
| 1  | Ajla Paradžik      | C     | 29 luglio 1994   | Saint-Raphaël   |
| 2  | Žana Dragutinović  | C     | 17 febbraio 1997 | Jedinstvo Brčko |
| 3  | Milana Božić       | P     | 19 luglio 2000   | Top Speed       |
| 4  | Dora Brašnić       | L     | 24 novembre 2006 | Orašje          |
| 5  | Iman Isanović      | S     | 20 agosto 1999   | Arizona State   |
| 6  | Ivana Radović      | S     | 6 agosto 2000    | Jedinstvo Brčko |
| 7  | Anđelka Radišković | S     | 30 marzo 1992    | Kamnik          |
| 8  | Barbara Čelar      | P     | 27 febbraio 2000 | Mostar          |
| 9  | Dragana Stevanović | P     | 20 ottobre 2003  | Dunav           |
| 10 | Nastja Ilić        | S     | 6 agosto 2003    | Sloboda         |
| 12 | Milica Ivković     | L     | 2 maggio 1994    | Alba-Blaj       |
| 13 | Jovana Biberdžić   | S     | 12 aprile 2001   | Jedinstvo Brčko |
| 15 | Sara Marković      | C     | 28 novembre 2002 | Banjaluka       |
| 16 | Elena Babić        | O     | 11 dicembre 1998 | Olomouc         |
| 17 | Dajana Bošković    | O     | 11 aprile 1994   | Stella Rossa    |

## Croazia
| N° | Nome               | Ruolo | Data di nascita   | Squadra       |
| -- | ------------------ | ----- | ----------------- | ------------- |
| -  | Ferhat Akbaş       | All   | 12 aprile 1986    | Eczacıbaşı    |
| 2  | Mika Grbavica      | O     | 8 dicembre 2001   | HAOK Mladost  |
| 3  | Ema Strunjak       | C     | 24 settembre 1999 | Békéscsabai   |
| 4  | Božana Butigan     | C     | 19 agosto 2000    | Bergamo 1991  |
| 5  | Nikolina Božičević | L     | 14 gennaio 1995   | Târgoviște    |
| 6  | Klara Perić        | P     | 30 marzo 1998     | HAOK Mladost  |
| 7  | Laura Miloš        | S     | 20 ottobre 1994   | Saint-Raphaël |
| 8  | Astrid Popić       | C     | 24 luglio 1998    | HAOK Mladost  |
| 10 | Dijana Karatović   | S     | 23 luglio 2003    | Kaštela       |
| 11 | Beta Dumančić      | C     | 26 marzo 1991     | Vilsbiburg    |
| 12 | Josipa Marković    | S     | 25 gennaio 2001   | HAOK Mladost  |
| 14 | Martina Šamadan    | C     | 11 settembre 1993 | HAOK Mladost  |
| 16 | Lea Deak           | P     | 27 aprile 2000    | Volero Zurigo |
| 17 | Vedrana Jakšetić   | P     | 17 settembre 1996 | Suhl          |
| 18 | Bruna Vranković    | S     | 26 luglio 1998    | Illinois      |
| 19 | Izabela Štimac     | L     | 12 novembre 2000  | HAOK Mladost  |
| 20 | Natalia Tomić      | S     | 4 gennaio 2002    | HAOK Mladost  |

## Francia
| N° | Nome                  | Ruolo | Data di nascita   | Squadra           |
| -- | --------------------- | ----- | ----------------- | ----------------- |
| -  | Émile Rousseaux       | All   | 3 aprile 1991     | -                 |
| 1  | Héléna Cazaute        | S     | 17 dicembre 1997  | Chieri '76        |
| 3  | Amandine Giardino     | L     | 30 marzo 1995     | Venelles          |
| 8  | Manon Bernard         | L     | 23 gennaio 1995   | Chamalières       |
| 9  | Nina Stojiljković     | P     | 1º settembre 1996 | Volero Le Cannet  |
| 11 | Lucille Gicquel       | O     | 13 novembre 1997  | Cuneo Granda      |
| 12 | Isaline Sager-Weider  | C     | 5 luglio 1988     | Terville Florange |
| 15 | Amandha Sylves        | C     | 29 dicembre 2000  | San Casciano      |
| 21 | Eva Elouga            | C     | 14 ottobre 1999   | Chamalières       |
| 23 | Léandra Olinga-Andela | C     | 12 agosto 1997    | ASPTT Mulhouse    |
| 27 | Mahé Mauriat          | P     | 23 maggio 2000    | Béziers           |
| 38 | Leïa Ratahiry         | S     | 27 settembre 2002 | IFVB              |
| 63 | Emilie Respaut        | P     | 25 aprile 2003    | IFVB              |
| 88 | Amélie Rotar          | O     | 24 ottobre 2000   | Venelles          |
| 91 | Halimatou Bah         | S     | 21 dicembre 2003  | IFVB              |
| 98 | Sabine Haewegene      | S     | 9 maggio 1994     | Évreux            |
| 99 | Juliette Gelin        | L     | 2 novembre 2001   | RC Cannes         |

## Rep. Ceca
| N° | Nome                   | Ruolo | Data di nascita  | Squadra             |
| -- | ---------------------- | ----- | ---------------- | ------------------- |
| -  | Giannīs Athanasopoulos | All   | 24 agosto 1978   | Vasas               |
| 3  | Veronika Trnková       | C     | 13 ottobre 1995  | Roma Club           |
| 4  | Gabriela Orvošová      | O     | 28 gennaio 2001  | BKS                 |
| 5  | Eva Svobodová          | S     | 6 maggio 1997    | Kanti               |
| 7  | Magdalena Bukovská     | S     | 28 aprile 2003   | Královo Pole        |
| 8  | Ela Koulisiani         | C     | 1º ottobre 2002  | Královo Pole        |
| 9  | Daniela Digrinová      | L     | 19 ottobre 2000  | Královo Pole        |
| 10 | Kateřina Valková       | P     | 6 febbraio 1996  | Münster             |
| 11 | Veronika Dostalová     | L     | 7 aprile 1992    | Dukla Liberec       |
| 12 | Gabriela Kopáčová      | O     | 24 giugno 1998   | Olymp Praha         |
| 13 | Denisa Pavlíková       | S     | 13 luglio 2001   | Královo Pole        |
| 15 | Magdaléna Jehlářová    | C     | 16 gennaio 2000  | Washington State    |
| 16 | Michaela Mlejnková     | S     | 26 luglio 1996   | Volero Le Cannet    |
| 17 | Klára Faltínová        | S     | 23 dicembre 1997 | Prostějov           |
| 20 | Květa Grabovská        | P     | 29 maggio 2002   | Wiesbaden           |
| 21 | Tiziana Baumruková     | P     | 29 aprile 1998   | St. John's          |
| 24 | Petra Indrová          | S     | 30 luglio 2000   | Bowling Green State |
| 25 | Kateřina Kvapilová     | C     | 12 maggio 1995   | Prostějov           |
| 26 | Lucie Blažková         | C     | 11 dicembre 2003 | Dukla Liberec       |

## Romania
| N° | Nome                    | Ruolo | Data di nascita  | Squadra         |
| -- | ----------------------- | ----- | ---------------- | --------------- |
| -  | Guillermo Hernández     | All   | 18 giugno 1977   | Potsdam         |
| 1  | Diana Ariton            | C     | 1º gennaio 1998  | Medgidia        |
| 2  | Diana Vereș             | L     | 27 novembre 2001 | Voluntari       |
| 3  | Rodica Buterez          | S     | 25 luglio 1999   | Târgoviște      |
| 4  | Petruța Orlandea        | C     | 7 aprile 1999    | Târgoviște      |
| 5  | Gabriela Bălae          | S     | 3 aprile 1995    | Voluntari       |
| 8  | Loredana Filipaş        | C     | 18 marzo 1997    | Lugoj           |
| 9  | Ana Radu                | P     | 9 settembre 2001 | Dinamo Bucarest |
| 10 | Denisa Ionescu          | C     | 8 luglio 2002    | Dinamo Bucarest |
| 11 | Adriana Matei           | S     | 24 maggio 1998   | Târgoviște      |
| 13 | Alexandra Ciucu         | L     | 13 novembre 1995 | Știința Bacău   |
| 14 | Roxana Roman            | C     | 7 giugno 1998    | Alba-Blaj       |
| 15 | Sorina Miclăuș          | S     | 15 aprile 1999   | Alba-Blaj       |
| 17 | Alexandra Babaș         | P     | 17 aprile 1997   | Voluntari       |
| 19 | Adelina Budăi-Ungureanu | S     | 29 luglio 2000   | UYBA            |
| 20 | Georgiana Popa          | S     | 24 marzo 2003    | Lugoj           |
| 21 | Iuna Zadorojnai         | O     | 8 gennaio 2001   | Rapid Bucarest  |
| 22 | Alexandra Spînoche      | P     | 4 gennaio 2003   | Rapid Bucarest  |
| 27 | Francesca Alupei        | C     | 3 gennaio 2003   | UC Los Angeles  |

## Slovacchia
| N° | Nome                 | Ruolo | Data di nascita  | Squadra             |
| -- | -------------------- | ----- | ---------------- | ------------------- |
| -  | Michal Mašek         | All   | 8 agosto 1983    | Wrocław             |
| 3  | Alexandra Vajdová    | O     | 15 dicembre 1989 | VKP Bratislava      |
| 4  | Lucia Herdová        | S     | 20 febbraio 2000 | Olomouc             |
| 8  | Kamila Slivková      | C     | 19 ottobre 2004  | Prešov              |
| 10 | Nina Boledovičová    | C     | 16 maggio 2004   | VKP Bratislava      |
| 11 | Skarleta Jančová     | L     | 16 gennaio 1997  | Ostrava             |
| 13 | Lenka Ovečková       | P     | 16 novembre 1995 | Újpest              |
| 14 | Tereza Hrušecká      | C     | 2 luglio 2002    | Královo Pole        |
| 15 | Karolína Fričová     | S     | 29 aprile 2000   | Prostějov           |
| 16 | Simona Slivková      | P     | 19 ottobre 2004  | SVF                 |
| 17 | Tereza Podhradská    | C     | 1º ottobre 2002  | Brusno              |
| 18 | Karin Šunderlíková   | O     | 17 luglio 1999   | Prostějov           |
| 19 | Katarína Körmendyová | C     | 25 aprile 1999   | Sokol Šternberk     |
| 20 | Zuzana Šepeľová      | S     | 24 novembre 1999 | Olomouc             |
| 21 | Ema Magdinová        | L     | 4 gennaio 1999   | Slávia Bratislava   |
| 22 | Maria Žernovič       | S     | 8 gennaio 1993   | Sm'Aesch Pfeffingen |

## Spagna
| N° | Nome              | Ruolo | Data di nascita  | Squadra             |
| -- | ----------------- | ----- | ---------------- | ------------------- |
| -  | Pascual Saurín    | All   | 26 febbraio 1967 | JAV Olímpico        |
| 1  | Inés Victory      | C     | 15 luglio 2005   | GET Blume           |
| 2  | Zoi Mavrommatis   | S     | 9 agosto 2005    | Sant Cugat          |
| 3  | Isabel Barón      | L     | 9 giugno 2000    | Esquimo             |
| 6  | Elia Rodríguez    | P     | 19 maggio 2003   | Sant Cugat          |
| 7  | Margalida Piza    | L     | 27 maggio 2000   | Alcobendas          |
| 8  | Carlota García    | C     | 21 febbraio 1992 | Ciutadella          |
| 9  | Raquel Lázaro     | P     | 4 gennaio 2000   | Southern California |
| 10 | Paula Carpintero  | O     | 17 maggio 1999   | Kiele               |
| 12 | Lucía Varela      | C     | 10 agosto 2003   | JAV Olímpico        |
| 15 | Lucía Prol        | S     | 30 novembre 1999 | Haris               |
| 18 | Carla Jiménez     | C     | 14 giugno 2002   | Esquimo             |
| 19 | Patricia Calabuig | C     | 16 agosto 1997   | Valencia            |
| 20 | Raquel Montoro    | O     | 25 novembre 2002 | JAV Olímpico        |
| 21 | Inés Villa        | S     | 14 febbraio 1998 | Leganés             |
| 22 | Cristina Llorens  | S     | 6 marzo 1995     | Ciutadella          |
| 23 | Denia Bravo       | S     | 14 aprile 1998   | Alcobendas          |

## Ucraina
| N° | Nome                  | Ruolo | Data di nascita  | Squadra    |
| -- | --------------------- | ----- | ---------------- | ---------- |
| -  | Haluk Korkmaz         | All   | 17 gennaio 1992  | Nilüfer    |
| 1  | Oleksandra Milenko    | S     | 26 giugno 1999   | Severjanka |
| 3  | Svitlana Lidyayeva    | C     | 11 dicembre 1993 | Prometej   |
| 4  | Oleksandra Kutniakova | L     | 7 novembre 1997  | Prometej   |
| 5  | Karyna Denysova       | S     | 28 dicembre 1997 | Qýanysh    |
| 6  | Krystyna Nemceva      | L     | 15 giugno 1998   | Chimik     |
| 8  | Olena Rudyk           | P     | 25 maggio 1996   | Prometej   |
| 9  | Oleksandra Bycenko    | S     | 23 novembre 1995 | Nilüfer    |
| 11 | Anna Charčyns'ka      | O     | 25 maggio 2001   | Prometej   |
| 14 | Dar'ja Velykokon'     | P     | 11 aprile 2002   | Alanta     |
| 17 | Yevheniia Khober      | O     | 12 marzo 2001    | Chimik     |
| 18 | Maryna Mel'nynčenko   | C     | 7 maggio 1998    | Prometej   |
| 21 | Viktoriia Danchak     | S     | 11 gennaio 2000  | Odush      |
| 22 | Anastasiia Maievska   | C     | 6 gennaio 2001   | Chimik     |
| 29 | Julija Bojko          | S     | 12 aprile 1998   | Vasas      |

## Ungheria
| N° | Nome              | Ruolo | Data di nascita  | Squadra             |
| -- | ----------------- | ----- | ---------------- | ------------------- |
| -  | Andreas Vollmer   | All   | 30 luglio 1966   | Sm'Aesch Pfeffingen |
| 3  | Adrienn Vezsenyi  | O     | 15 ottobre 1997  | Vasas               |
| 4  | Réka Kotormán     | P     | 25 febbraio 2000 | UL Lafayette        |
| 5  | Alíz Kump         | C     | 11 novembre 1993 | Vasas               |
| 6  | Brigitta Petrenkó | P     | 15 maggio 2000   | Coastal Carolina    |
| 8  | Anna Szalai       | L     | 20 agosto 2000   | MTK Budapest        |
| 10 | Kinga Szűcs       | S     | 8 giugno 1993    | Casalmaggiore       |
| 12 | Réka Szedmák      | C     | 8 settembre 2001 | Kaposvári           |
| 13 | Anett Németh      | O     | 13 dicembre 1999 | Potsdam             |
| 14 | Gréta Kiss        | S     | 6 maggio 1998    | Balatonfüred        |
| 15 | Hanna Bodovics    | C     | 10 ottobre 1996  | Nyíregyháza         |
| 16 | Panni Petőváry    | O     | 12 novembre 1997 | Újpest              |
| 17 | Rebeka Zólyomi    | C     | 6 ottobre 1995   | Békéscsabai         |
| 19 | Andrea Pintér     | C     | 5 luglio 1994    | Nyíregyháza         |
| 20 | Petra Kertész     | L     | 6 agosto 2002    | Békéscsabai         |